# Districte de Jaintia Hills
El districte de Jaintia Hills és una divisió administrativa de Meghalaya, Índia, el més oriental dels districtes de l'estat, habitat pels jainties o santengs (vegeu Hynniewtrep). La superfície és de 3819 km² i la població de 295.692 habitants (cens del 2001). La capital és Jowai.
Administrativament està format per dues subdivisions (Amlaren i Jowai) i 5 blocs de desenvolupament (blocks) amb 450 pobles. Els blocs són:
- Amlaren
- Laskein
- Saipung
- Thadlaskein
- Khliehriat

Es manté també la tradicional divisió provincial (elaka = província) que existia ja sota els rages de Jaintia, amb 12 elakes:
- 1 	Nartiang
- 2 	Jowai
- 3 	Nongbah
- 4 	Nongjngi
- 5 	Raliang
- 6 	Mynso
- 7 	Shangpung
- 8 	Sutnga
- 9 	Nongphyllut
- 10 	Lakadong
- 11 	Amwi
- 12 	Nongtalang

Les muntanyes Jaintia formen el districte amb elevacions entre 1050 i 1350 metres. Els rius principals són el Umngot, Myntdu, Lukha, Myntang i altres menors

## Història
Per la seva història vegeu Regne Jaintia
El districte es va crear el 22 de febrer de 1972 quan Meghalaya es va separar d'Assam amb el nom de districte de Jowai canviat el 14 de juny de 1973 a Districte de Jaintia Hills.